# Засадничі міфи ізраїльської політики
«Засадни́чі мі́фи ізра́їльської полі́тики» (фр. Les Mythes fondateurs de la politique israelienne) — опублікована в 1995 році книга французького письменника, філософа та політичного діяча Роже Гароді, в якій він під виглядом критики політики Ізраїлю пропагував заперечення Голокосту.

## Автор
Роже Гароді (фр. Roger Garaudy; народився 17 липня 1913 в Марселі) — французький письменник, публіцист, філософ і політичний діяч, один з теоретиків марксизму, літературний критик.

## Жанр
Роже Гароді стверджував, що це «не історичний твір, це політична книга. Моєю метою було показати, що ізраїльська політика — як інструмент американської політики — приводить до війни».
В книзі Роже Гароді ставить під сумнів факт Голокосту — тотального знищення євреїв в роки Другої світової війни. «Я поважаю юдаїзм … але нацистський Голокост — це міф, що став догмою, яка виправдовує політику Ізраїлю і США на Близькому Сході і у всьому світі…», — пише Гароді. На думку Р. Гароді, «історія без перебільшення сама може виконати роль звинувачувача краще, ніж міф. Перш за все, вона не зводить масштаби дійсних злочинів проти людяності, які коштували життя 50 мільйонам людей, до погрому лише однієї категорії невинних жертв, в той час як мільйони померли зі зброєю в руках, борючись проти цього варварства».

## Структура книги
Книга складається із вступу, 3-х розділів та висновку.
Вступ

I. Теологічні міфи

1. Міф про «обітницю»: обітована земля або завойована земля?

2. Міф про «богообраний Народ»

3. Міф про Ісуса Навина: етнічне чищення

ІІ. Міфи двадцятого століття

1. Міф про сіоністський антифашизм

2. Міф про Нюрнберзьке правосуддя

3. Міф про «Голокост»

4. Міф про «землю без народу, для народу без землі»

III. Політичне використання міфу

1. Ізраїльсько-сіоністське лобі в США

2. Ізраїльсько-сіоністське лобі у Франції

3. Міф про «ізраїльське диво»: фінансування Ізраїлю ззовні

Висновок

## Зміст
Автор починає книгу словами 
| Ця книга - історія єресі, що полягає в буквальному та вибірковому прочитанні текстів Священного Писання з метою зробити з релігії знаряддя політики. Це смертельна хвороба кінця нашого століття, що я вже визначив у моїх книгах, спрямованих проти різних форм фундаменталізму. |
У першому розділі Роже Гароді розглядає наявні міфи, зокрема він пише: 
| Ми досліджуємо подібне скам'яніння міфу в історії та претензії на використання цієї "історичної халтури" для виправдання політики лише в одному випадку: коли в знаряддя перетворюються біблійні розповіді, оскільки вони не перестають відігравати вирішальну роль у розвитку Заходу, прикриваючи його найкривавіші дії, починаючи від переслідування жидів римлянами і потім християнами та закінчуючи хрестовими походами, інквізицією, священними союзами, колоніальним пануванням "богообраних народів", аж до політики держави Ізраїль, що містить у собі не тільки експансію на Близькому Сході, але й тиск його лобі, найпотужніше з яких у найпотужнішій із всіх держав, США, відіграє першорядну роль в американській політиці світового панування та військової агресії. |
Щоб дотримуватися теми «Основні міфи держави Ізраїль», Гароді досліджує більш уважно одну з тих, на його погляд, антиістин, які й сьогодні, через десятки років, учиняють найбільше спустошень у сучасному світі, а не тільки на Близькому Сході, на думку Гароді «міф про 6 мільйонів знищених євреїв став догмою, що виправдує і освячує будь-які дії держави Ізраїль у Палестині, на всьому Близькому Сході, в США, а з їхньою допомогою — у всій світовій політиці, ставлячи Ізраїль вище всіх міжнародних законів».
Стосовно поняття «остаточне вирішення» автор переконаний, що воно зводилося лише до очищення Європи від євреїв шляхом їхньої висилки до тих пір, поки війна (у якій передбачалося перемогти) не дозволить зібрати їх усіх в одному гетто поза Європою (першим варіантом був Мадагаскарський проєкт). Гароді зауважує, що у французькому перекладі, слова «витиснення євреїв з життєвого простору німецького народу» переведене як «усунення євреїв» з коментарем, що слово «усунення» означає «знищення» — тоді як насправді йдеться про «витиснення євреїв», той же «фокус» був пророблений в англійському та російському перекладах.
Щодо кількості загиблих в Освенцімі Роже Гароді робить наступне зауваження: 
| Історія, як і інші науки, не може виходити з недоторканих апріорних даних. У Нюрнберзі були проголошені цифри, найважливіші з яких виявилися помилковими. 4 мільйони загиблих в Освенцімі були замінені на "трохи більше мільйона", і навіть влада була змушена погодитися із цим переглядом і замінити меморіальні дошки. |
Проте він зауважує, що й після того, як офіційне число жертв в Освенцімі-Біркенау знижено із чотирьох до одного мільйона, продовжують повторювати ту ж саму загальну цифру: 6 мільйонів знищених євреїв і вважає арифметику: 6-3=6 «дивною». На його думку, догма про «шість мільйонів» уже ставиться під сумнів навіть самими завзятими захисниками теорії геноциду, такими як Рейтлінгер, що у своїй книзі «Остаточне вирішення» прийшов до цифри 41/2 мільйона, і більше не використовується в науковій літературі, хоча залишається темою пропаганди та нав'язується як і раніше громадській думці та школярам.
Він робить висновок, що для того, щоб дійсний мартиролог євреїв у Другій світовій війні не став «банальним», доводиться не лише відсувати на другий план всіх інших, включаючи 17 мільйонів загиблих радянських громадян і 9 мільйонів німців, але й надавати реальним стражданням сакральний характер (під назвою Голокост), відмовляючи в цьому всім іншим.
Роже Гароді зауважує, що дотепер стосовно тих, хто заперечує офіційну історію, єдиними аргументами залишаються відмови від обговорення, замахи і репресії.

## Цитати
- «Кожний націоналізм потребує надання своїм претензіям священного характеру; після розпаду християнства всі держави-нації претендують на священну спадщину та на повноваження, отримані від Бога»
- «Дотепер немає ніяких сторонніх джерел, які дозволили б перевірити історичність біблійних оповідей»
- «Сіоністські керівники в епоху гітлерівського та муссолінівського фашизму вели двозначну політику — від саботажу антифашистської боротьби до спроб співробітництва»
- «Головною метою сіоністів був не порятунок єврейських життів, а створення єврейської держави в Палестині»
- «Гітлерівське керівництво прихильно поставилося до орієнтації сіоністських вождів, які, піклуючись лише створенням своєї держави в Палестині, допомагали здійснитися їхньому бажанню позбутися євреїв»
- «Серед обвинувачуваних у Нюрнберзі не було ані Берії, ані Сталіна, які переклали на німців убивство декількох тисяч польських офіцерів у Катині»
- «Історія, якщо вона хоче, щоб її поважали як науку, повинна перебувати в стані безперервного пошуку і ставити під сумнів навіть те, що, здавалося б, установлено остаточно, як постулат Евкліда або закони Ньютона»
- «Показувати, що нацистські злочини не зводяться до великого погрому проти одних євреїв, що десятки мільйонів людей загинули в боротьбі проти фашизму, це, виявляється, „расизм“, що спонукує до дискримінації і расової ненависті»
- «Немає майбутнього там, де нескінченно підтримується ненависть, що підживлюється брехнею»
- «Критика історично перевірених свідчень і наукових досліджень дозволить дати громадській думці можливість поміркувати над учорашніми злочинами, щоб запобігти майбутнім»
- «Держава Ізраїль зайняла місце колишніх колонізаторів і почала діяти такими ж методами»
- «Політичний сіонізм запропонував єдине рішення, що випливає з його колоніалістської програми: здійснити колонізацію, вигнавши палестинців і стимулюючи жидівську імміграцію»
- «Держава Ізраїль була прийнята в ООН завдяки безсоромному тиску лобі»
- «Не бракує прикладів того, що ізраїльсько-сіоністському лобі вдається нав'язувати США поведінку, що суперечить американським інтересам, але є корисною для політики Ізраїлю»
- «Майже всі ЗМІ діють як за командою, коли потрібно на догоду Ізраїлю спотворити зміст подій — вони називають «тероризмом» насильство з боку слабких і «боротьбою проти тероризму» насильство з боку сильних»
- «Усякий колоніалізм і всякий окупаційний режим (ми це пережили у Франції при Гітлері) називає свої репресії „підтримкою порядку“, а опір — „тероризмом“»
- «Нюрнберзький трибунал мав менший, за будь-який інший суд, стосунок до юриспруденції»
- «Сіонізм постійно використовував жупел антисемітизму для того, щоб змусити повірити в постійну загрозу Ізраїлю і у необхідність прийти йому на допомогу»
- «Примітною є схожість приводів і методів придушення євреїв у Німеччині і арабів у Палестині»
- «Історія, як і інші науки, не може виходити з недоторканих апріорних даних»
- «У Нюрнберзі були проголошені цифри, найважливіші з яких виявилися помилковими»
- «Немає ефективнішої зброї проти гітлеризму, ніж установлення історичної істини»

## Публікації
Перше видання книги Роже Гароді здійснив у 1995 році власним коштом і у вихідних даних позначив латинськими літерами «SAMIZDAT». Після того, як вона впродовж декількох місяців ходила в «самвидаві», вперше вона була офіційно опублікованою у Франції в березні 1996 року, там же її відразу заборонили до поширення.
Роже Гароді відмовився від авторських прав на книгу, запропонувавши всім зацікавленим видавцям світу опублікувати її, не претендуючи на гонорар.

### Популярність
Книга перекладена і видана італійською, іспанською, німецькою, російською та багатьма іншими мовами. Книга Гароді в арабському перекладі була продана тиражем у кілька мільйонів примірників.

## Судові процеси
За цю книгу автора було притягнуто до суду. Книгу відразу ж заборонили поширювати у Франції. Захист взяв на себе знаменитий адвокат Жак Вержес. Свою солідарність з Роже Гароді висловили політичні діячі, священики, серед них абат П'єр, глава католицької асоціації «Еммаус», якого, завдяки його благодійній діяльності на користь бідних, користується у франції великою повагою. Зокрема, в поширеному комюніке Асоціації журналістів Тунісу у зв'язку з судовим процесом в Парижі у справі 84-річного французького вченого, письменника і громадського діяча Роже Гароді, який звинувачується в «виправданні злочинів проти людства» заявляється: «Викриваючи прагнення сіоністських кіл Ізраїлю виправдовувати свою нелюдську антиарабських політику шляхом цинічного використання трагедії Другої світової війни, Роже Гароді діє суто в рамках визнаних демократії і свободи слова і не заслуговує засудження. Туніські журналісти серйозно стурбовані наполегливим жорстким тиском, який не перестає чинити сіоністське лобі на суддів і на весь хід в цілому цього більш ніж дивного процесу», — підкреслюється в документі. «Нез'ясовні також мовчання і байдужість, що запанували навколо судилища з боку прогресивних кіл західних держав, зокрема, Франції, які ставлять під пряму загрозу свободу совісті, думок і друку», — сказано далі в комюніке. Асоціація закликала світову спільноту надати всебічну підтримку Р. Гароді, в тому числі поширенню його «незручних для сіоністів ідей», щоб «показати їх невинність всьому світу і допомогти письменнику уникнути розправи».
Гароді заявив, що не вважає себе юдофобом, але різко засуджує антиарабську політику Ізраїлю. Французький суд заборонив подальшу публікацію книги Гароді і 27 лютого 1998 оштрафував його на 240 тисяч французьких франків (близько $40000) та засудив його до умовного тюремного ув'язнення на кілька років. Рішення суду викликало дебати про свободу слова у Франції і Європі, а деякі стверджували, що вирок носить політичний характер. Гароді оскаржив це рішення в Європейському суді з прав людини, проте його апеляція була відхилена як неприйнятна це сталося за десять днів до 90-річчя Гароді, 7 липня 2003 року. Суму в п'ятдесят тисяч доларів США передала для Роже Гароді дружина президента Об'єднаних Арабських Еміратів шейха Заїда бен султана Аль Нахайяна. За повідомленням туніського радіо, зазначені кошти вона подарувала на знак солідарності з ним і для його підтримки у зв'язку з судовим процесом по його справі, що проходить Франції.